# 卡塔利娜·佩雷斯
卡塔利娜·佩雷斯·哈拉米略（西班牙語：Catalina Pérez Jaramillo；1994年11月8日—），哥伦比亚女子职业足球运动员，司职守门员，目前效力于云达不来梅体育俱乐部和哥伦比亚国家女子足球队。她曾代表哥伦比亚参加2024年夏季奥林匹克运动会女子足球比赛。